# Anzère
Anzère is een dorp in de gemeente Ayent, in het Zwitsers kanton Wallis vlak ten noordoosten van Sion. Het is een bekend en populair vakantiedorp, uitgebouwd vanaf 1965, in zomer en winter, met meerdere skischolen en ongeveer 58 kilometer skipistes, 1 kabelbaan, 3 stoeltjesliften en 8 skiliften. Het dorp is opgebouwd rond een centraal groot autovrij plein waar de meeste horeca, winkels en supermarkten zijn gevestigd.
De Lienne, een riviertje tussen de plateaus van Anzère en Crans-Montana, voedt meerdere bisses waaronder de bisse de Sion en de bisse d'Ayent die de weides boven Anzère bevloeien.

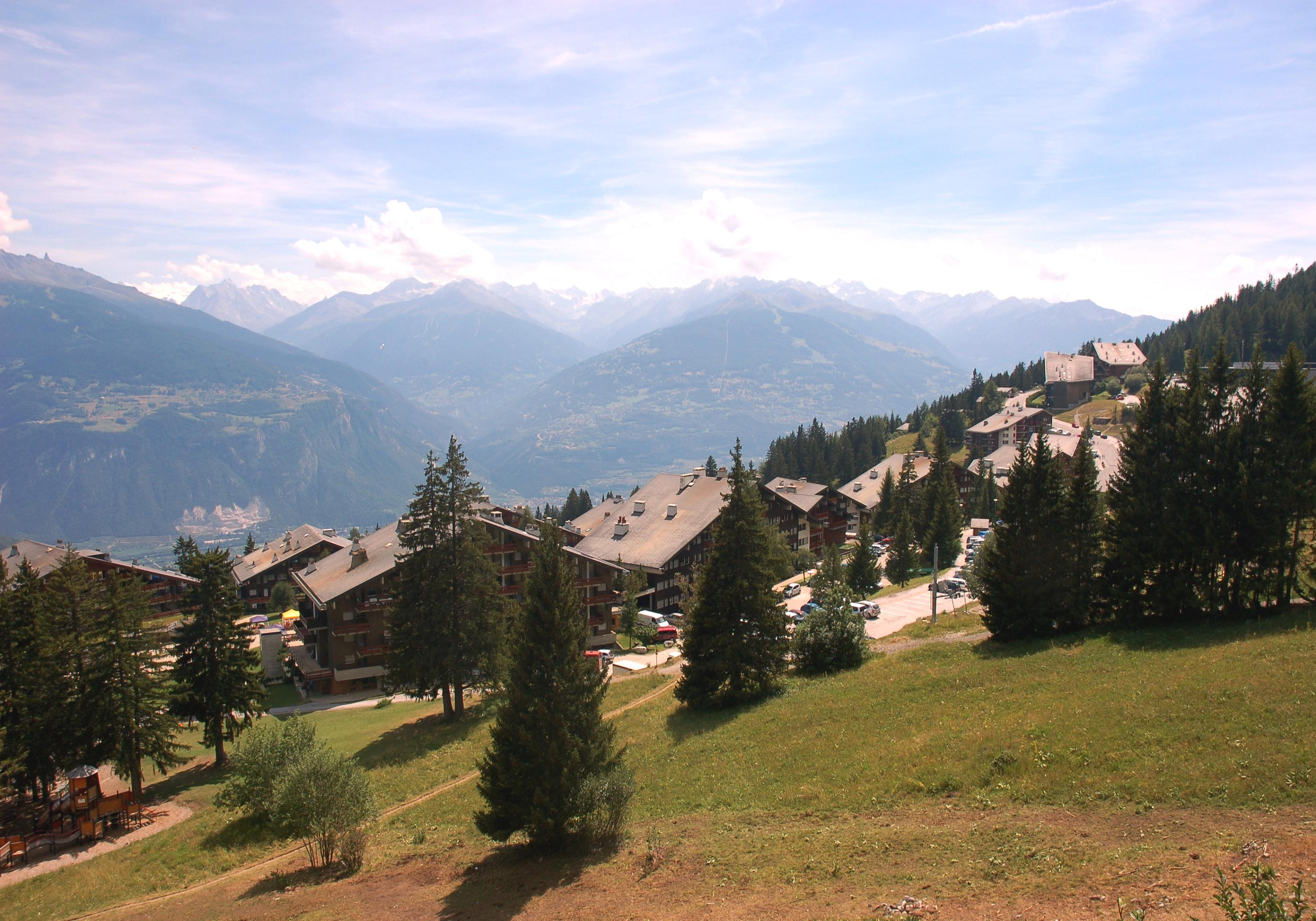
Zicht op Anzère